# 蘇州日本人学校スクールバス襲撃事件
蘇州日本人学校スクールバス襲撃事件（そしゅうにほんじんがっこうスクールバスしゅうげきじけん）は、2024年6月24日に中華人民共和国江蘇省蘇州市虎丘区で発生した襲撃事件。

## 事件の概要
2024年6月24日16時頃、蘇州日本人学校から帰ってくる児童をバス停で待っていた日本人の母（以下、母A）と一緒にいた子供（以下、児童B）が、52歳の男性（以下、男性C）に切り付けられた。男性Cは下校中の日本人児童らが乗るスクールバスに乗り込もうとし、それに気付いた乗務員の胡友平が男性Cをつかみ後ろから抱きかかえて制止しようとし、複数回刺された。母A・児童B・胡は病院に搬送された。
6月25日、在上海日本国総領事館総領事赤松秀一は胡が搬送された病院を訪れて見舞った。
6月26日、胡友平が死去した。
12月27日、中国外務省報道官毛寧は記者会見において、男性Cを11月29日に起訴したことを発表した。

## 犯行動機
中国側の報道によれば、明確な動機は明らかにされていないものの、日本人を狙った犯行ではなく、偶発的なものだったとしている。
安田峰俊は、2021年頃から中国で流行しているインターネット・ミーム「献忠学」の影響を指摘している。

## 裁判・死刑執行
2025年1月9日、蘇州市中級人民法院において男性Cの初公判が行われ、在上海日本国総領事の岡田勝が傍聴した。公判の内容については明かされていない。
1月23日、男性Cに対して故意殺人罪による死刑判決が言い渡された。動機は「借金苦により生きているのが嫌になった」というものであり、日本人を狙った犯行かどうかは言及がなかった。
4月16日、中国外務省から北京の在中国日本大使館に対し、男性Cの死刑を執行したとの連絡がなされた。